# ジストシネマ伊賀上野
ジストシネマ伊賀上野（ジストシネマいがうえの、XYST CINEMA IGAUENO）は、かつて三重県伊賀市小田町にあった映画館。1998年（平成10年）に開館したが、2018年（平成30年）2月20日をもって閉館した。閉館時点では伊賀地方唯一の映画館だった。運営はオークワ子会社の株式会社オー・エンターテイメント。旧称はジストシネマ上野（ジストシネマうえの）。

## 基礎情報
- 所在地 : 三重県伊賀市小田町256-1 オークワ・ジョイシテイ上野店A館2階
現在のぎゅーとらラブリー伊賀小田店の位置[4]
- アクセス : 伊賀鉄道伊賀線上野市駅または西大手駅から徒歩17分
- スクリーン : 4スクリーン[5]
シネマ1 : 187席
シネマ2 : 120席
シネマ3 : 120席
シネマ4 : 108席

## 歴史

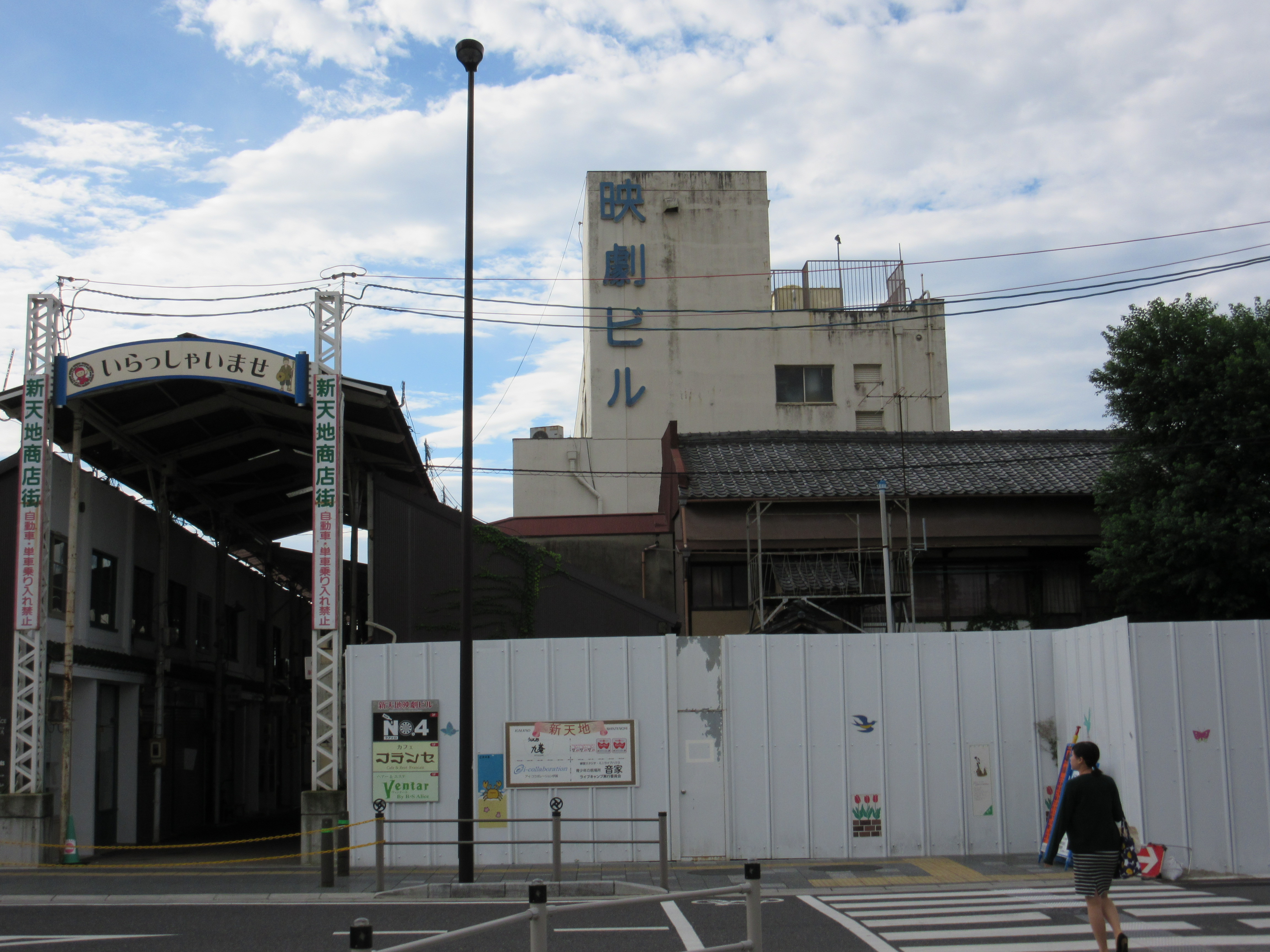
1990年まで営業していた上野映画劇場

伊賀鉄道伊賀線上野市駅前の新天地映劇ビルにあった上野映画劇場は、伊賀地方最後の映画館だったものの1990年（平成2年）に閉館した。オークワジョイシティ伊賀上野店の開店にともなって、核テナントの一つとして1998年（平成10年）6月にジストシネマ上野が開館し、8年ぶりに伊賀地方に映画館が復活した。オークワジョイシティ伊賀上野店はA館とB館からなり、ジストシネマ上野はレストランと映画館からなる2階建てのA館に入っていた。開館時から4スクリーンを有する複合映画館であり、座席数は108席から187席である。上野市（後の伊賀市）と名張市のほかに、近隣の京都府や奈良県からも観客を集めた。
2010年（平成22年）11月には『オカンの嫁入り』の上映を行い、11月13日には上野市（現・伊賀市）出身の呉美保監督の舞台挨拶が行われると、多数の観客が詰めかけて客席は満員となった。2012年（平成24年）9月から10月には、伊賀市でオールロケが行われたホラー映画『Another アナザー』を上映し、10月7日には主演の山﨑賢人と原作者の綾辻行人による舞台挨拶が行われた。
2014年（平成26年）5月から6月には『そこのみにて光輝く』の上映を行い、5月31日には呉美保監督の舞台挨拶が行われた。呉監督が三重県立名張桔梗丘高等学校在学時に教師だった女性は、「（呉監督が）立派になって感激している。楽しみで2時間前から並びました」と熱く語っている。2015年（平成27年）11月には『きみはいい子』の上映を行い、11月14日には呉美保監督の舞台挨拶が行われた。
天正伊賀の乱を題材とする『忍びの国』（中村義洋監督）が2017年（平成29年）7月に封切られると、ジストシネマ伊賀上野では約4か月間の長期上映（ロングラン上映）を行い、上映最終日には関東地方や九州地方などから訪れた客を含む160人が集まるほどの人気だった。閉館間際の2018年（平成30年）1月27日からは『忍びの国』のリバイバル上映を行い、2月10日からは伊賀市で撮影された『娚の一生』を入場料500円でリバイバル上映した。
映画館が入るオークワジョイシティ伊賀上野店が店舗敷地の賃貸借契約満了のために閉店するのにともない、ジストシネマ伊賀上野は2018年（平成30年）2月20日をもって閉館。20年の歴史に幕を閉じた。閉館後は直ちに建て替えられ、2019年（令和元年）10月22日にスーパーマーケット「ぎゅーとらラブリー伊賀小田店」がグランドオープンした。